# NGC 805
NGC 805 è una galassia lenticolare barrata situata nella costellazione del Triangolo, a una distanza di circa 206 milioni di anni luce dalla nostra Via Lattea.

## Scoperta
La galassia è stata scoperta il 26 settembre 1864 dall'astronomo prussiano Heinrich d'Arrest.